# 羊痘
羊痘（ひつじとう、Sheep pox、Sheeppox）とは羊痘ウイルス感染を原因とする羊、山羊の感染症。家畜伝染病予防法において届出伝染病に指定されている。OIEリストA疾病の一つ。

## 原因
羊痘ウイルスはポックスウイルス科コルドポックスウイルス亜科カプリポックスウイルス属に属し、山羊痘ウイルスと極めて近縁もしくは同一である。核内および細胞質内両方に封入体を形成する。

## 疫学
気道感染および接触感染が主であるが、汚染器具を介した間接接触感染や節足動物を介した機械的伝播もみられる。日本での発生はない。

## 症状
40℃以上の発熱に続き、無毛部に発疹が発生し、硬く腫脹した丘疹となる。丘疹は粘膜部で潰瘍となり、鼻炎、呼吸困難などを引き起こす。雌羊の場合、流産や乳房炎を引き起こす場合がある。若齢では重篤で100%に近い致死率となる。

## 診断
病変部の組織を採取し、電子顕微鏡下で特徴的なビリオンを観察する。また、PCRによる遺伝子検出も有効である。血清学的診断では中和テストが最も特異性が高いが、感度は低い。

## 治療
治療法はない。

## 予防
常在地では弱毒生ワクチンや不活化ワクチンが使用される。